# نیشیکانت کامات
نیشیکانت کامات (انگلیسی: Nishikant Kamat) (۱۷ ژوئن ۱۹۷۰ – ۱۷ اوت ۲۰۲۰) بازیگر و فیلمساز هندی بود. اولین فیلم که او با عنوان قطار دومبیولی فست،  آن را کارگردانی کرد، افتخارات زیادی در سینمای مراتی به بار آورد و به شاخص‌ترین فیلم مراتی سال تبدیل شد. او نسخه جدیدی از این فیلم را با عنوان یک فردی (به هندی: Evano Oruvan) با حضور رانگاناتان مدهوان به زبان  تامیل ساخت که نظرات تحسین گونه را برای او در پی داشت.
کامات در سن ۵۰ سالگی در پی کووید ۱۹ و التهاب شدید کبد فوت کرد.

## فیلم‌شناسی
| سال  | نام فیلم            | زبان  | کارگزدان | نویسنده | بازیگر | توضیحات                             |
| ---- | ------------------- | ----- | -------- | ------- | ------ | ----------------------------------- |
| ۲۰۰۴ | بزار باد بیاد       | هندی  |          |         | آری    | در نقش چابیا                        |
| ۲۰۰۴ | در خانه تا هفت      | مراتی |          | آری     | آری    |                                     |
| ۲۰۰۵ | قطار دومبیولی فست   | مراتی | آری      |         |        | با اقتباس از فروپاشی                |
| ۲۰۰۷ | یک فردی             | تامیل | آری      |         |        | نسخه جدید قطار دومبیولی فست         |
| ۲۰۰۸ | بمبئی زندگی من      | هندی  | آری      |         |        |                                     |
| ۲۰۱۱ | ۴۰۴                 | هندی  |          |         | آری    |                                     |
| ۲۰۱۱ | اجبار               | هندی  | آری      |         |        | بازساخته‌ای از فیلم برای محافظت      |
| ۲۰۱۴ | وحشت آور            | مراتی | آری      |         |        |                                     |
| ۲۰۱۵ | دید ظاهری           | هندی  | آری      |         |        | بازساخته‌ای از فیلم دید ظاهری (۲۰۱۳) |
| ۲۰۱۶ | راکی خوش‌تیپ         | هندی  | آری      |         | آری    | با اقتباس از فیلم مردی از هیچ‌کجا    |
| ۲۰۱۶ | خیمه‌شب‌باز           | هندی  | آری      |         |        |                                     |
| ۲۰۱۷ | بالن‌ها              | مراتی |          |         | آری    |                                     |
| ۲۰۱۷ | آقا بزرگ            | هندی  |          |         | آری    | در نقش بازرس ویجیکار نیتین          |
| ۲۰۱۷ | جولی ۲              | هندی  |          |         | آری    | در نقش کارگردان فیلم                |
| ۲۰۱۸ | ابرقهرمان بهوش جوشی | هندی  |          |         | آری    | در نقش رانا                         |